# Valdemar Horváth
Valdemar Horváth (* 6. listopadu 1966 Trnava) je trenér a bývalý profesionální fotbalista, který pochází ze Slovenska a usadil se v České republice, jejímž je občanem.

## Hráčská kariéra
Začínal v Sučanech, dále působil v Dukle Banská Bystrica a VTJ Slaný. V české lize hrál za FC Petra Drnovice. V české lize nastoupil ve 27 utkáních. Ve druhé české lize hrál za SK Chrudim a SK Prostějov, nastoupil v 99 utkáních a dal 6 gólů.

### Prvoligová bilance
| Ročník                          | Zápasy | Góly | Klub              |
| ------------------------------- | ------ | ---- | ----------------- |
| 1. česká fotbalová liga 1993/94 | 10     | 0    | FC Petra Drnovice |
| 1. česká fotbalová liga 1994/95 | 17     | 0    | FC Petra Drnovice |
| 2. česká fotbalová liga 1995/96 | 25     | 4    | SK Chrudim        |
| 2. česká fotbalová liga 1996/97 | 28     | 2    | SK Chrudim        |
| 2. česká fotbalová liga 1997/98 | 24     | 0    | SK Prostějov      |
| 2. česká fotbalová liga 1998/99 | 21     | 0    | SK Prostějov      |
| 2. česká fotbalová liga 1999/00 | 1      | 0    | SK Prostějov      |
| CELKEM 1. liga                  | 27     | 0    |                   |

## Trenérská kariéra
Po skončení hráčské kariéry se stal trenérem. Začínal ještě jako hráč v Prostějově, v roce 2000 se přesunul k dorostencům Sigmy Olomouc. Poté působil ve Vyškově, kde byl devět let šéftrenérem mládeže v klubu MFK Vyškov a zároveň učitelem na ZŠ Purkyňova. V letech 2016–2017 byl trenérem v Regionální fotbalové akademii Jihomoravského kraje. Od 1. července 2017 do roku 2019 byl šéftrenérem mládeže v FC Zbrojovka Brno (v této pozici nahradil Luďka Zajíce). Od roku 2019 působí jako trenér U17 FC Zbrojovky Brno ve 2. lize mladšího dorostu.